# Edyta Strzycka (album)
Edyta Strzycka – debiutancki album studyjny polskiej wokalistki Edyty Strzyckiej, wydany 7 sierpnia 2012 roku przez wytwórnię płytową Universal Music Polska. Album zawiera 11 kompozycji, a singlami promującymi wydawnictwo zostały utwory „Nie chcę już nic” oraz „Poznaj siebie”.

## Lista utworów
Opracowano na podstawie materiału źródłowego.
1. „Nie chcę już nic”
2. „Wiem że będzie lepiej”
3. „Poznaj siebie”
4. „Wszechświat”
5. „Dom ze wspomnień”
6. „Magia nocy”
7. „Samotnia”
8. „Chwile szczęścia”
9. „Opowieść o sobie samej”
10. „Mąż pod pantoflem (Ciarownica)”
11. „Nie chcę już nic” (heavy version)